# Единая концепция духовно-нравственного воспитания и развития подрастающего поколения Чеченской Республики
Единая концепция духовно-нравственного воспитания и развития подрастающего поколения Чеченской Республики — идеологический документ, разработанный в 2013 году по поручению Главы Чеченской Республики Рамзана Кадырова для систематизации работы в сфере духовно-нравственного воспитания. В Концепции определены ценностные ориентиры и механизмы их привития молодёжи Чеченской Республики. В основе документа лежат религиозные, гражданские и национальные ценности народов Чеченской Республики. Документ включает в себя: обоснование необходимости создание и реализации такой Концепции; характеристики принципа светскости духовно-нравственного воспитания и развития подрастающего поколения; межнациональные и межконфессиональные отношения в контексте духовно-нравственного воспитания и развития; приоритетов в духовно-нравственном воспитании и развитии; методов и технологий реализации Концепции; создание условий для повышения качества работы по духовно-нравственному воспитанию и развитию. В Концепции очерчен круг задач органов государственной и муниципальной власти и институтов гражданского общества. Главной целью Концепции является воспитание и социально-педагогическая поддержка становления и развития духовно-нравственного, ответственного, образованного и креативного гражданина России в Чеченской Республике.
Духовно-нравственное развитие в Концепции рассматривается как процесс последовательного расширения и укрепления ценностно-смысловой сферы личности, формирования способности молодого человека сознательного выстраивать отношения к себе, другим людям, обществу, государству, миру в целом на основе общепринятых моральных норм и нравственных идеалов. При этом, признается, что ценности духовного мира не отделимы от культурной и религиозной традиции, передаваемой от поколения к поколению. В качестве инструмента поддержки духовно-нравственного развития личности названы: высшее учебные заведения, общеобразовательная школа, ведомства, отвечающие за молодежную политику, духовное и нравственное развитие молодежи, выстраивающие партнерские отношения с другими социальными субъектами воспитания — семьей, института гражданского общества, конфессиями и общественными организациями. В Концепции указывается на, то что формирование единой политики ценностных ориентиров невозможно в условиях, когда высшее, средние и общеобразовательные учреждения, ведомства, отвечающие за молодежную политику, духовное и нравственное развитие молодежи, выполняют свою деятельность, опираясь на разные программы. В этом контексте подробно освещена необходимая идейно-воспитательная работа в учебных заведениях, охарактеризовано идейно-политическое, гражданско-патриотическое, идейно-нравственное, национальное и интернациональное воспитание. Концепция предусматривает возможность и необходимость усвоения подрастающим поколением основополагающих знаний о вере в Бога, святости и благочестии, религиозных организациях. Среди множества ценностных факторов обучения и воспитания указаны традиционные российские религии — ислам, христианство и иудаизм. Признается неотъемлемость от общей истории народов Чеченской Республики ислама и православия. В Концепции сделан акцент на опасности для общества неверного толкования норм традиций, обычаев и религий.